# 18. maj
18. maj je 138. dan leta (139. v prestopnih letih) v gregorijanskem koledarju. Ostaja še 227 dni.

## Dogodki
- 1012 – posvečen 143. papež Benedikt VIII.; istega dne se nezadovoljen z izvolitvijo papeža da posvetiti protipapež Gregor VI.; svoj interes poskuša Gregor uveljaviti pred nemškim kraljem Henrikom II., a neuspešno
- 1291 – Mameluki zavzamejo Akono, zadnjo križarsko trdnjavo; konec križarskih vojn
- 1652 – Rhode Island kot prva severnoameriška kolonija prepove suženjstvo
- 1804 – Napoléon postane francoski cesar
- 1848 – prvo zasedanje frankfurtskega parlamenta o prihodnosti Nemčije
- 1878 – Panamska družba od Kolumbije dobi dovoljenje za gradnjo Panamskega prekopa
- 1900 – Združeno kraljestvo razglasi protektorat nad Tongo
- 1902 – v Ljubljani se konča 4. kongres slovanskih časnikarjev
- 1910 – Zemlja preide skozi rep Halleyjevega kometa
- 1939 – Združeno kraljestvo sprejme zakon o vojaški obveznosti; podpisan jekleni pakt
- 1940 – Tretji rajh priključi Eupen, Malmedy in Moresnet k svojem ozemlju
- 1941:
  - Bolgarija priključi grško in jugoslovansko Makedonijo k svojem ozemlju
  - Italija in Neodvisna država Hrvaška podpišeta ozemeljski sporazum
- 1943:
  - konferenca v Hot Springsu
  - ustanovljena UNRRA ("Uprava združenih narodov za pomoč in obnovo" pri OZN)
- 1944:
  - nemške enote se umaknejo iz samostana Monte Cassino
  - enote SS požgejo šest brkinskih vasi: Tominje, Podbrežje, Zajelšje, Pregarje, Huje in Gabrk
- 1953 – Jacqueline Cochran kot prva ženska prebije zvočni zid
- 1969 – izstrelitev Apolla 10
- 1972 – začetek veljavnosti sporazuma o prepovedi odlaganja jedrskih odpadkov in drugega orožja na morsko dno
- 1974 – Indija izvede prvi jedrski poskus
- 1980 – izbruh ognjenika Mount St. Helens (Washington, ZDA) zahteva 57 žrtev
- 1998 – pravosodno ministrstvo ZDA in 20 zveznih držav vloži protimonopolno tožbo proti Microsoftu

## Rojstva
- 1186 – Konstantin Vsevolodovič, knez Novgoroda († 1218)
- 1474 – Isabella d'Este, italijanska plemkinja († 1539)
- 1692 – Joseph Butler, angleški škof, filozof († 1752)
- 1711 – Ruđer Josip Bošković, hrvaški matematik, fizik, astronom, filozof († 1787)
- 1782 – Ludwig Adolf Wilhelm Freiherr von Lützow, pruski general († 1834)
- 1785 – John Wilson, škotski pisatelj († 1854)
- 1830 – Karl Goldmark, madžarski skladatelj († 1915)
- 1836 – Wilhelm Steinitz, češki šahist, († 1900)
- 1850 – Oliver Heaviside, angleški matematik, fizik, elektrotehnik († 1925)
- 1861 – Ferdo Vesel, slovenski slikar († 1946)
- 1868 – Nikolaj II., ruski car († 1918)
- 1871 – Fanny zu Reventlow, nemška pisateljica, prevajalka in slikarka († 1918)
- 1872 – Bertrand Russell, angleški matematik, filozof, nobelovec 1950 († 1970)
- 1883 – Walter Gropius, nemško-ameriški arhitekt († 1969)
- 1889 –
  - Gunnar Gunnarsson, islandski pisatelj († 1975)
  - Thomas Midgley ml., ameriški kemik, izumitelj († 1944)
- 1891 – Rudolf Carnap, nemški filozof († 1970)
- 1897 – Franck Capra, ameriški filmski režiser († 1991)
- 1901 – Vincent du Vigneaud, ameriški biokemik, nobelovec 1955 († 1978)
- 1902 – Robert Meredith Willson, ameriški skladatelj († 1984)
- 1919 – Margot Fonteyn, angleška balerina († 1991)
- 1920 – Karol Józef Wojtyła - Janez Pavel II., papež poljskega rodu († 2005)
- 1939 – Giovanni Falcone, italijanski sodnik († 1992)
- 1944 – Jože Balažic, slovenski glasbenik, Avsenikov trobentar († 2022)
- 1960 – 
  - Jari Kurri, finski hokejist
  - Yannick Noah, francoski tenisač kamerunskega rodu
- 1979 – Milivoje Novakovič, slovenski nogometaš
- 1992 – Mirjam Puchner, avstijska alpska smučarka

## Smrti
- 1160 – Erik IX., švedski kralj (* 1120)
- 1296 – William de Valence, francosko-angleški plemič, 1. grof Pembroke
- 1410 – Rupert Wittelsbaški, pfalški volilni knez, nemški kralj (* 1352)
- 1525 – Pietro Pomponazzi, italijanski filozof (* 1462)
- 1799 – Pierre-Augustin Caron de Beaumarchais, francoski dramatik (* 1732)
- 1800 – Aleksander Vasiljevič Suvorov, ruski general (* 1729)
- 1900 – Jean Gaspard Felix Ravaisson-Mollien, francoski filozof (* 1813)
- 1909 – 
  - Isaac Albeniz, španski skladatelj (* 1860)
  - George Meredith, angleški pisatelj, pesnik (* 1828)
- 1910 – Pauline Garcia-Viardot, francoska mezzosopranistka, skladateljica (* 1821)
- 1911 – Gustav Mahler, avstrijski skladatelj (* 1860)
- 1912 – Eduard Adolf Strasburger, nemški biolog (* 1844)
- 1922 – Alphonse Laveran, francoski zdravnik (* 1845)
- 1928 – Max Scheler, nemški filozof (* 1874)
- 1941 – Alojzij Repič, slovenski rezbar, kipar (* 1866)
- 1975 – Leroy Anderson, ameriški skladatelj (* 1908)
- 1995 – 
  - Aleksander Godunov, rusko-ameriški baletnik (* 1949)
  - Peter van de Kamp, nizozemsko-ameriški astronom (* 1901)
- 1999 – Augustus Pablo, jamajški pevec reggaeja, klaviaturist (* 1954)

## Prazniki in obredi
- svetovni dan muzejev